# Freedom (contea di Blair)
Freedom  è una township degli Stati Uniti d'America, nella contea di Blair nello Stato della Pennsylvania. Secondo il censimento del 2000 la popolazione è di 3.261 abitanti.

## Società

### Evoluzione demografica
La composizione etnica vede una maggioranza di quella bianca (98.96%), seguita dagli afroamericani e nativi americani (0,21%) dati del 2000.
| township di Freedom Popolazione |       |
| 2000                            | 3.261 |
| Stima al 2009                   | 3.312 |